# 社會對同性戀的態度

2013皮尤全球態度調查中各國對同性戀的接受程度
81–90%
71–80%
61–70%
51–60%
41–50%
31–40%
21–30%
11–20%
1–10%
無數據

類似對性慾、性活動及關係，社會對同性戀的態度因文化和歷史時期不同而不同。不同的文化有各自的對性的價值觀。過去，世界上的眾多文化人物只有以生殖為目的的性行為才是正當的性行為。一些宗教，特別是亞伯拉罕宗教對同性戀行為進行譴責，有些甚至實施嚴厲的懲罰。但進入現代後，許多國家對同性戀權利的支持日益增加。1970年代之後，世界上眾多國際已開始接受法定年齡以上的同性性行為。據Amy Adamczyk教授的著作，對同性戀的接受程度與民主制度、經濟發展水平、宗教情況有關。據皮尤研究中心2013年全球態度調查的結果，北美、歐盟、拉丁美洲國家和南非對同性戀的接受程度較高，但在穆斯林國家、非洲、亞洲部分國家、俄羅斯等對同性戀的接納程度則較低。調查還發現對宗教信仰不甚重視的國家較為接納同性戀。年齡同樣在一些國家也是重要因素，年輕人比老年人更能接受同性戀。性別也是影響原因之一，在部分國家，女性比男性更能接納同性戀。